# Sixfields Stadium
Das Sixfields Stadium (voller Name: Sixfields Community Stadium) ist ein Fußballstadion in der englischen Stadt Northampton, Grafschaft Northamptonshire in den East Midlands, Vereinigtes Königreich. Der Fußballverein Northampton Town trägt hier seine Heimspiele aus. 

## Geschichte
Die Anlage wurde 1994 fertiggestellt und ersetzte den County Cricket Ground als Spielstätte des Vereins. Northampton Town spielte fast 100 Jahre (1897–1994) in dem Cricketstadion, das 1885 eingeweiht wurde. Entworfen und gebaut wurde die Spielstätte von der Ballast Nedam Construction Limited, die mit dem Northampton Borough Council im Dezember 1993 den Vertrag für den Neubau schloss. Die erste Partie in der Sportstätte fand am 15. Oktober 1994 statt. Northampton Town traf auf die Mannschaft des FC Barnet und man trennte sich am Ende mit einem 1:1-Unentschieden. Die Kosten des Baus betrugen 6 Mio. britische Pfund (rund 7,18 Mio. Euro) und er besteht aus vier überdachten Einzeltribünen. Auf den Zuschauerrängen verteilen sich insgesamt 7798 Sitzplätze.
Des Weiteren verfügt das Stadion über Räumlichkeiten, in denen Konferenzen, Tagungen und Feiern stattfinden können. Direkt hinter der Osttribüne liegt eine Leichtathletikanlage. Zugang zum Stadion erhält man durch einen von 14 Eingänge mit Drehkreuzanlagen. Der Besucherrekord wurde am 21. September 2016 aufgestellt, als Manchester United in Northampton zu Gast war. Zum Spiel der 3. Runde im League Cup kamen 7798 Zuschauer in die damit ausverkaufte Sportstätte. Im Stadion finden auch American-Football- und Rugbyspiele sowie Konzerte statt.
In der Saison 2013/14 nutzte Coventry City die Sportanlage in Northampton als Heimstätte. Der Verein hatte sich für drei Jahre in das Stadion eingemietet. Im August 2014 einigten sich Verein und der Stadionbetreiber auf die Rückkehr von Coventry City in die Ricoh Arena.
Ende Mai 2018 vereinbarte der Verein mit dem Trainingsanbieter PTS Training Academy einen Sponsoringvertrag. Ab dem 1. Juni des Jahres hieß das Stadion The PTS Academy Stadium. Im Juli 2021 kehrte man zum alten Namen zurück.

## Tribünen

### Haupttribüne (Main West Stand)
Die Haupttribüne im Westen überragt in der Höhe die drei anderen Tribünen und bietet 4000 Plätze. Im oberen Bereich befindet sich eine verglaste Lounge; wo den Besuchern Erfrischungen geboten werden. Im unteren Teil liegen neben Umkleide-, Schiedsrichter- und Erste-Hilfe-Räume Vereinsbüros, ein Restaurant und verschiedene Bars und Lounges.   

### Nordtribüne (Dave Bowen Stand)
Die Hintertortribüne im Norden bietet 1000 Plätze. Der Nord- wie auch der Südrang können bei Bedarf weiter ausgebaut. Den Namen Dave Bowen hat die Tribüne von einem ehemaligen Spieler und Trainer des Vereins.

### Osttribüne (Alwyn Hargraves Stand)
Die Gegentribüne ist nach dem ehemaligen Ratsherrn Alwyn Hargraves benannt, der Anteil an der Verwirklichung des Stadionbaus hatte. Sie bietet den Fans 1700 überdachte Sitzplätze. Auf ihr befinden sich auch die behindertengerechten Plätze (1 % der Gesamtkapazität). Für jeden behindertengerechten Platz steht auch für ein Platz für einen Begleiter zur Verfügung. Im Inneren liegen u. a. die Umkleidekabinen für die benachbarte Leichtathletikanlage. Die Überdachung der Tribüne ist im mittleren Teil nach hinten verlängert, sodass es die Plätze des Leichtathletikstadions abdeckt. Auch der Ostrang ist für eine mögliche Erweiterung des Stadions vorgesehen. 

### Südtribüne (Paul Cox Panel & Paint Stand)
So wie die Nordtribüne besitzt auch der Südrang hinter dem Tor 1000 Sitzplätze. Er ist für die Gästefans reserviert.